# Jacob Otto (Politiker)
Jacob Otto (* 27. Januar 1792 in Lindenholzhausen; † 24. Januar 1880 ebenda) war ein deutscher Landwirt und Mitglied des Nassauischen Landtags.

## Leben
Jacob Otto wurde als Sohn des Heinrich Joseph Otto (1766–1800) und dessen Ehefrau Maria Margaretha Will geboren.
Er betrieb eine Landwirtschaft in Eschhofen (Stadtteil von Limburg an der Lahn), als er 1833 als Nachfolger von Jacob Heinrich Eberhard, dem das Mandat entzogen wurde, aus der Gruppe der Grundbesitzer des Wahlkreises Weilburg ein Mandat für die Zweite Kammer des Nassauischen Landtags erhielt. Eberhard gehörte zu den 15 Abgeordneten (von 22 Deputierten), die aus Protest gegen den Pairsschub von 1831 im Rahmen des Nassauischen Domänenstreites den Landtag boykottierten. Otto blieb bis 1845 in dem Parlament.